# Українці на Уралі
Українці на Уралі — одна з найбільших національних громад, яка сформувалася історично та внесла значний внесок у освоєння та розвиток даного регіону.
Історично переселилися в цей регіон у процесі переселенського руху, колонізації та освоєння територій Уральського регіону, починаючи з XVII століття в Московському царстві та Російській імперії.
Українці відіграли помітну роль в історії та культурі Південного Уралу. У XVIII ст. українські козаки виконували завдання щодо оборони східних кордонів Російської імперії, у ХІХ — першій половині ХХ ст. українські селяни брали активну участь у господарському освоєнні та аграрній колонізації краю; у другій половині XX — на початку XXI ст. робітники, інженери, вчені з України зміцнювали військово-промисловий, науковий та культурний потенціал регіону. Нащадки переселенців різних періодів становлять сьогодні важливу частину уральського етнокультурного простору, зберігаючи національні традиції та вибудовуючи добросусідські відносини з іншими народами.

## Історія

### Радянський період
Історіографія регіональної україністики дозволяють досить точно реконструювати основні етапи українського переселенського руху на території Уральського регіону.
Перші дані про появу українців датуються 1620–1630-ми рр., коли на військову службу до Уфимської фортеці регулярно прямували кілька «черкас». З середини 1730-х років. розгортається активна військово-колонізаційна політика імперії на східних кордонах. Особлива увага приділялася будівництву фортець на Оренбурзькій оборонній лінії, що вимагало залучення нового населення для несення служби у гарнізонах та господарського освоєння цілинних земель. Урядові ініціативи започаткували організоване заселення Оренбурзького краю українцями з Гетьманщини та Слобожанщини, переважно це були козаки та селяни.
Перші українські поселення в Оренбурзькому краї виникли у 1737—1742 роках. На початку 1740-х років у південноуральських фортецях військову службу несли вже кілька сотень «черкас», а лише у другій половині XVIII ст. чисельність українців тут могла досягати від 2 до 3,5 тис. осіб. У 1750-х роках частка українських козаків у складі Оренбурзького козачого війська становила понад 30 % і залишалася на рівні 10 % аж до 1880-х років. Деяку частину поселенців у ХІХ ст. становили також заслані учасники повстань на території України та Польщі. Але, незважаючи на фінансову та продовольчу допомогу та певні пільги з боку місцевої влади, важкі природно-кліматичні умови для землеробства, голод та постійні прикордонні набіги з боку кочівників призвели до повернення більшості «малоросів» на батьківщину або переселення в інші райони Заволжя.
У першій чверті ХІХ ст. відновився процес переселення частини «малоросійського» козацтва до східних районів Російської імперії, зокрема Урал. У 1820–1830-ті роки вздовж оборонних ліній виникає до 50 населених пунктів із переважно українським населенням. До середини ХІХ ст. чисельність українського населення у регіоні збільшується. За різними підрахунками, їх було від 20,5 до 35–45 тис. осіб. 1865 року була утворена Уфимська губернія, але більшість українців проживала в межах Оренбурзької губернії. Після скасування кріпосного права 1861 року відкривається новий етап переселенського руху, пов'язаний із процесом обезземелення великої кількості селян в Україні, збереженням в українських губерніях важких форм повинностей.
Загалом у другій половині XIX — на початку XX ст. чисельність прибульців на Південний Урал сягала 30-40 тис. осіб. За першим офіційним переписом населення 1897 р. в Оренбурзькій губернії зафіксовано 41 541, в Уфимській губернії — 4 996, у Тургайській області — 4 588 українців («малоросів», що визначалося за мовною приналежністю), всього — 51 125 осіб. Більшість українських сіл на Південному Уралі з'являється саме на межі XIX—XX ст.. Компактні історико-географічні ареали з переважним українським населенням, складаються повітами та волостьми. Серед старовинних українських населених пунктів Оренбуржжя — Ілецький містечко (Соль-Ілецьк), Ніжинка, Острівне, Кардаїлово, Краснохолм, Дедуровка, Слоновка, Буланово, Чорний Отрог; Башкирії — Степановка, Байдаковка, Софіполь, Хотомля, Санжаровка, Гоголевка, Золотоношка та інші.

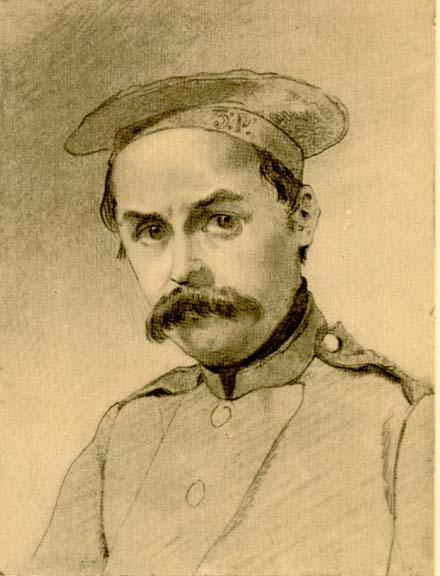
Тарас Шевченко у період своєї засланої служби в Оренбурзькому краї на території Південного Уралу

Найбільших масштабів селянське переселення з України набуває під час Столипінської аграрної реформи 1906—1916 років. Основний потік переселенців на південноуральські землі склали селяни з Полтавської, Київської, Харківської, Подільської, Катеринославської, Чернігівської, Таврійської губерній, а також українці з Курської, Воронезької та Гродненської губернії. У цей час істотно збільшується чисельність переселяються з України через Південний Урал до Сибіру (понад 1 млн чол. період із 1893 по 1913 рр.). У період Першої світової війни на Південному Уралі з'являються переселенці з Волинської губернії та Галичини, проте після закінчення війни їх більша частина повернулася додому.
Переїжджаючи на Південний Урал, українці принесли до регіону високу культуру землеробства, удосконалені знаряддя праці, передові прийоми обробки землі, що сприяло поширенню у краї різних сільськогосподарських культур: пшениці, баштанних, олійних тощо. Вихідці з різних історико-етнографічних районів України селяни були носіями різного агротехнічного досвіду зі своїми локальними особливостями, але загалом традиційний господарсько-культурний тип українців не змінився. Українські поселення на території Південного Уралу виникали у різних природно-географічних, соціально-економічних та етноконтактних умовах, що зумовило появу особливостей у їхньому плануванні та забудові. На згадку про свою батьківщину українці зберігали колишні назви в найменуваннях новостворених поселень. Наприклад, такі назви, як Дніпровка, Харківка, Київка, Чернігівка, Полтавка, Черкаси, Тавричанка та інші зустрічаються на Південному Уралі неодноразово. Зовнішній вигляд українських сіл тривалий час зберігав традиційні риси, про що писав Т. Г. Шевченка, який перебував у 1847–1850-х pp. у засланні в Оренбурзькому краї: «Під'їжджаючи ближче до села, йому, справді, уявилася малоросійська слобода: ті самі верби зелені, і ті самі біленькі в зелені хати, і та сама дівчинка в плахті й польових квітах жене корову. Він заплакав, дивлячись на картину, що так жваво нагадала йому його прекрасну батьківщину».

### Переселення та освоєння регіону в період Московського царства та Російської імперії
У радянський період у зв'язку із завданнями освоєння цілинних земель, колективізації та індустріалізації, що стояли в 1920-1930-ті рр., український переселенський рух тривав, але поступово втрачав суто селянський характер, перетворюючись на широку трудову міграцію. У деяких районах Уралу розселявся «спецконтингент» — розкуркулені селяни і біженці, які рятувалися від голоду. Наприклад, у Челябінській області компактні групи українців у Чесменському, Варненському, Карталинському районах складаються саме в цей період. У сукупності з природним приростом населення ці тенденції призвели до поступального збільшення чисельності українців на Південному Уралі в 1920-1930-ті рр., коли їх велика кількість переїхала на спорожнілі землі колишнього Оренбурзького козацького війська, більша частина населення — понад 80 % — проживала в сільській місцевості.
Значна частина евакуйованих з України в роки Другої світової війни прибула на Південний Урал і після закінчення залишилася тут на постійне проживання. Важливе значення для формування українського населення на Південному Уралі мала державна політика з освоєння цілинних земель у 1950-1960-ті рр., куди приїжджали представники майже всіх регіонів України. У 1940-1950-ті рр., коли чисельність українців у Башкирії та Оренбуржжі почала незворотно скорочуватися, у Челябінській області, навпаки, спостерігається потужний міграційний приплив. Всесоюзний перепис 1959 року зафіксував у південноуральському регіоні найвищий показник українського населення — 346 470 осіб. Таким чином, процес переселення українців на Південний Урал у XVIII — першій половині XX ст. мав поступальний, поетапний, але нерівномірний характер.
Із середини XX ст. під впливом низки чинників, зокрема активного переселення із села в місто, зростання кількості змішаних шлюбів, уніфікації та інтернаціоналізації суспільного життя, починається процес асиміляції українського населення Південного Уралу, втрати етнічних особливостей культури, народних традицій, мови. Асиміляційні втрати частково компенсувалися за радянських часів постійним припливом робітників та інженерів на заводи й оборонні підприємства, науково-технічної інтелігенції до дослідницьких установ і вищих навчальних закладів, але частка українців у складі населення регіону в 1950-1980-ті рр. незворотно зменшувалася. У другій половині 1980-х — першій половині 1990-х рр. помітним був приплив українських мігрантів із Казахстану та Середньої Азії в прикордонні Оренбурзьку та Челябінську області.

## Українська мова та культура

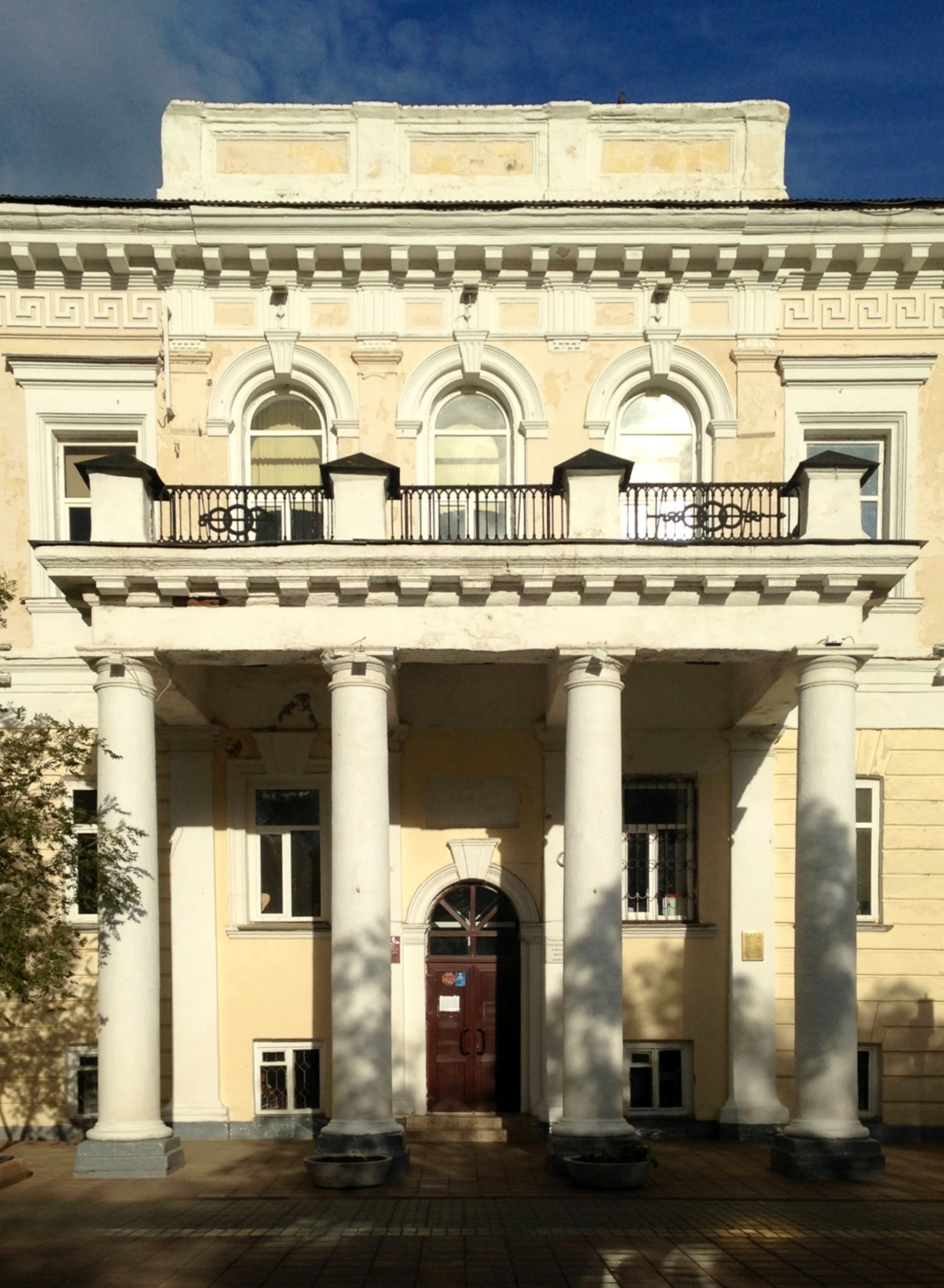
Будівля інженерного та генерального штабу (Оренбург). У будівлі знаходиться Меморіальний музей-гауптвахта Тараса Шевченка

Мовні процеси серед українського населення Південного Уралу загалом відповідають загальноросійським тенденціям. Починаючи з перших етапів переселенського руху, українські селяни селилися, як правило, компактними групами, створюючи окремі ареали та переважно моноетнічні населені пункти (у Башкирії 1926 р. — 528, в Оренбуржжі до 1930 р. — 617, за Челябінською проводились), тому етнокультурні контакти з представниками інших народів були мінімальними, що сприяло тривалому збереженню традиційного способу життя, у тому числі мови. У першому переписі 1897 р. національність, як відомо, фіксувалася саме за мовним принципом, тому можна стверджувати, що люди, які записалися в Оренбурзькій та Уфимській губерніях «малоросами» (понад 46 тис. осіб) володіли українською мовою як рідною. До середини ХХ ст. всередині українських ареалів у сільській місцевості спілкування відбувалося переважно рідною мовою.
У процесі російщення всіх сфер суспільного життя, починаючи з 1920-1930-х рр., український етнокультурний комплекс почав зазнавати значних трансформацій. У 1960-1970-х рр. внаслідок політики оптимізації господарств значна частина старовинних населених пунктів зникла, широкого розмаху набула практика розселення місцевого населення, міжетнічні та міжкультурні контакти активізувалися. Порівняльний аналіз переписів населення 1959, 1979 і 1989 рр. показує, що за минулий час рівень володіння українською мовою як рідною продовжував знижуватися: Башкортостан — 48,7 %, 44,5 %, 41,0 %; Оренбурзька область — 45,7 %, 37,0 %, 32,9 %; Челябінська область — 45,7 %, 35,7 %, 36,0 %.
У другій половині XX ст. під впливом загальних процесів зросійщення та стандартизації в усіх сферах життя багато рис української національної культури поступово зникали. Результати досліджень показують, що триваліший час етнічні особливості зберігаються насамперед у традиціях харчування та фольклорі, інші форми культури стрімкіше піддаються трансформації. На зламі 1980-1990-х рр. ці процеси зумовили піднесення національно-культурного руху українців Південного Уралу, який став одним із найбільш ранніх і активних у країні. У Башкортостані витоки організованого українського руху сягають весни 1989 р. і пов'язані з підготовкою свята до 175-річчя від дня народження Т. Г. Шевченка. Ще в радянську епоху, 13 січня 1990 р., в Уфі було створено «Товариство шанувальників української культури „Кобзар“» (з 1992 р. — Республіканський національно-культурний центр українців Башкортостану «Кобзар»). За період з 1992 р. до 2010 р. відбулося шість з'їздів українців Башкортостану, у кількох редакціях ухвалено та реалізовано програми національно-культурного відродження і розвитку. Нині в республіці існує 20 колективів творчої самодіяльності, деякі мають статус народних: «Барвінок», «Червона Калина», «Дніпро», «Чарівниці», «Хуторок», «Вербиченька». Найстаріший народний хор «Кобзар» (м. Уфа), заснований 1992 р., став візитною карткою українців Башкортостану. У 1993—1995 рр. переважно за рахунок приватних пожертвувань видавалася регіональна газета українців Волго-Уральського регіону «Криниця». З березня 1994 по травень 1997 р. на республіканському радіо періодично виходила в ефір передача українською мовою «Обрій». З 1995 р. почала працювати Спілка українок Башкортостану «Берегиня», на рубежі 1990-2000-х рр. мав місце досвід створення Спілки української молоді. Щорічно РНКЦУБ «Кобзар» проводить конкурс на краще виконання творів Т. Г. Шевченка, традиційними для республіки стали фестивалі та народні свята «Ой, радуйся, Земле!», «Червона Калина», Івана Купала. 1999 року створено республіканський історико-культурний центр українців Башкортостану «Село Золотоношка» Стерлітамакського району, де українці становлять понад 60 % населення. Центр включає в себе музей, бібліотеку, сільську церкву, будинок культури, школу, веде активну культурно-просвітницьку роботу.
Результати науково-дослідницької роботи представлені в постійно діючих експозиціях української культури та побуту. Наприклад, у Башкортостані існує п'ять музейних експозицій з українськими колекціями — у Національному музеї Республіки Башкортостан (м. Уфа), Музеї археології та етнографії Інституту етнологічних досліджень УНЦ РАН, Юматовському етнографічному музеї Уфімського району (раніше — народний музей етнографії подружжя С. А. та Н. С. Зирянових), музеї с. Золотоношка Стерлитамакського району, музеї українського мистецтва при українській національній недільній школі ім. Т. Т. Зирянової), музеї с. Золотоношка Стерлитамакського району. Золотоношка Стерлітамацького району, музеї українського мистецтва при українській національній недільній школі ім. Т. Г. Шевченка м. Уфи. Уфи. У 2007 р. в Оренбурзі відкрито культурно-етнографічний комплекс «Національне село», зокрема «Українське подвір'я», частиною якого є кафе, готель, бібліотека, будинок-музей української народної архітектури та побуту з тематичною експозицією «Українці та Оренбуржжя».

## Освіта

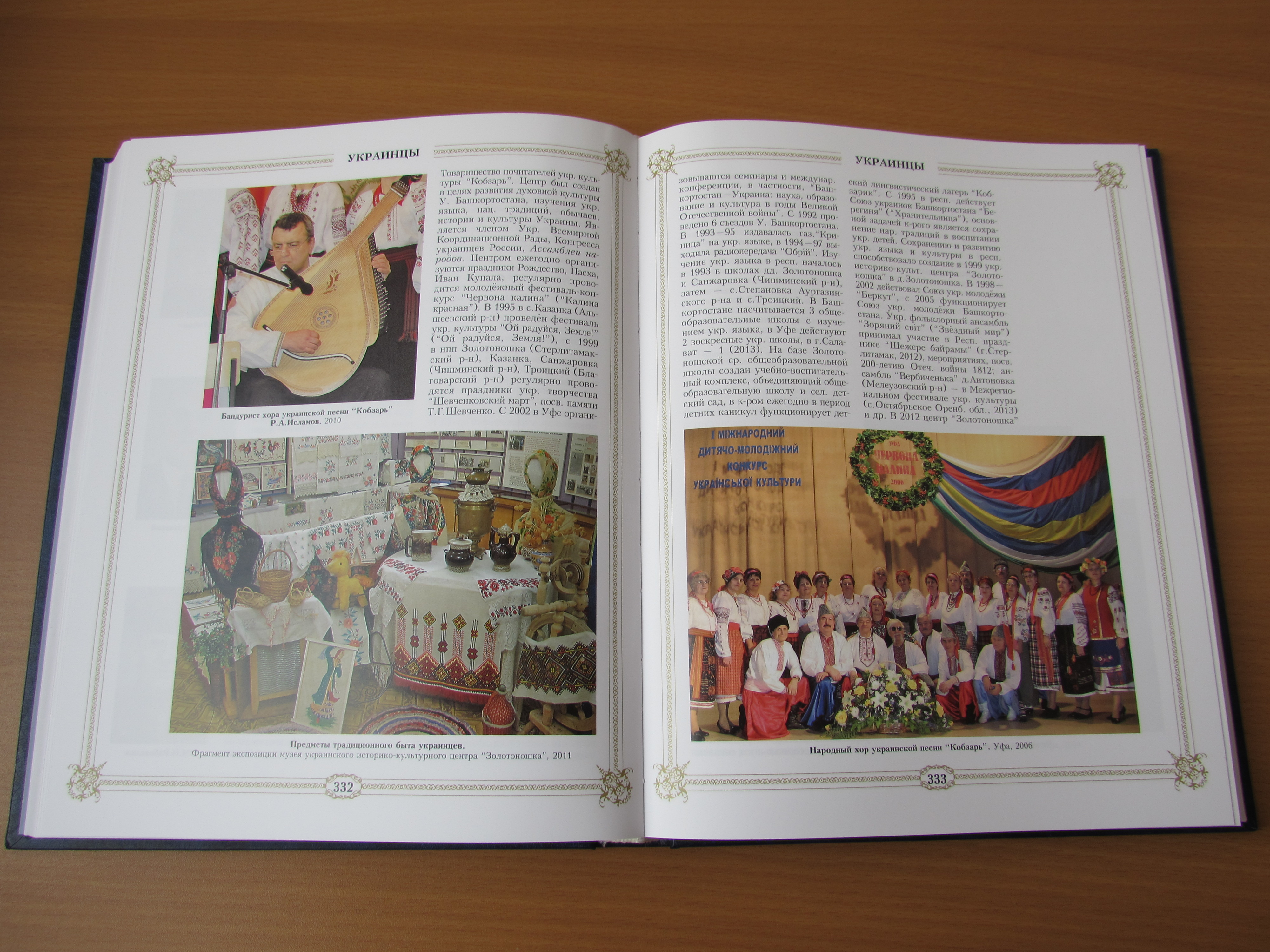
Українці уральського регіону в Енциклопедії Башкортостану

У Республіці Башкортостан з 1993 р. функціонує найбільш розвинена в Росії система національної української освіти. Завдання щодо її створення було поставлено в березні 1992 р. на I з'їзді українців РБ. Педагогічні кадри набирали шляхом запрошення фахівців з України або через стажування своїх учителів у профільних вишах України. У 1994 р. створено республіканську Спілку фахових українських вчителів, яка координує навчально-методичну та виховну роботу в освітніх установах. Сьогодні в Башкортостані існує шість шкіл із викладанням предметів українознавчого циклу (мова, історія, культура, фольклор, декоративно-ужиткове мистецтво) — три загальноосвітні школи в селах із компактним проживанням українців (с. СтепановкаАургазинського району, с. Золотоношка Стерлітамакського району, с. Троїцьке Благоварського району), три муніципальні недільні школи (дві в м. Уфі, одна в м. Салаваті). З 1997 по 2004 р. українську мову викладали в Уфимському педагогічному коледжі, з 1998 по 2010 р. — в Уфімській філії МДГУ ім. М. О. Шолохова. У 2002 і 2008 рр. в Уфі проходили міжнародні семінари з проблем удосконалення викладання предметів українознавчого циклу для освітніх установ різного типу Російської Федерації, підготовлено низку науково-методичних видань, щороку для учнів різного віку проводяться мовні «літні школи».
Обласне українське культурно-просвітницьке товариство ім. Т. Г. Шевченка в Оренбурзі створено 24 липня 1992 р. У містах і районах області діють 15 місцевих організацій — філій обласного товариства. Широкого розмаху набула організація фольклорних колективів, яких зараз близько 30, у багатьох сільських населених пунктах створено музеї національної української культури, бібліотеки ім. Т. Г. Шевченка. Т. Г. Шевченка в Оренбурзі та Орську, а також у низці районних центрів мають значний фонд книжок українською мовою. У 1959 р. в Орську відкрито пам'ятник Т. Г. Шевченку — один із небагатьох у Росії. З 1977 р. без перерв веде свою історію знамените оренбурзьке свято «Шевченківський березень» — цикл різнопланових заходів у містах і районах області, що проходить протягом усього місяця. Завдяки зусиллям письменника, літературознавця, краєзнавця Л. М. Большакова (1924—2004) в Оренбурзі склався всесвітньо визнаний науковий осередок шевченкознавства, у 1993 р. створено єдиний у своєму роді Науково-дослідний «Інститут Тараса Шевченка», видано значну кількість наукової та науково-популярної літератури. З 2005 р. російською та українською мовами виходить щомісячна газета «Оренбурзька криниця». Оренбурзька область також має досвід організації навчання українській мові: у 1990-ті рр. заняття для охочих проводилися при музеї-гауптвахті Т. Г. Шевченка, у середній школі № 47 м. Оренбурга, обласному палаці дитячої творчості, на обласному радіо українською мовою щомісяця виходила півгодинна передача «Кобзар».
15 березня 1994 р.було створено Товариство українців Челябінської області «Троянда». У 2000 р. відбувся І Обласний фестиваль української культури. Нині у низці міст та сіл області активну культурно-просвітницьку роботу ведуть самодіяльні творчі колективи та ансамблі «Смерека», «Лелеки», «Квiтка», «Ластiвка», «Уральські кобзарі», «Верба», «Зоряна криниця» та інші.

## Релігія
За віросповіданням більшість українців-переселенців ХІХ — першої половини ХХ ст. були православними. Під час Першої світової війни серед біженців із Західної України переважали греко-католики, але майже всі вони повернулися на батьківщину. Рівень релігійності серед переселенців до 1917 р. був досить високим, вже у перші роки життя нових землях селяни зводили, зазвичай, власним коштом сільські церкви та каплиці. Неодмінною частиною інтер'єру хати були ікони, що особливо цінувалися привезені з України. На Уралі та у Поволжі найпоширенішим було шанування чудотворних Казанської та Табинської ікон Божої Матері. Серед українських переселенців на Південному Уралі наприкінці ХІХ — на початку ХХ ст. існувала традиція ходити на прощу по святих місцях в Україні — до Києво-Печерської та Почаївської лаври. У радянську епоху панування атеїстичної ідеології кількість віруючих значно зменшилась. У Башкирії, наприклад, у всіх українських селах, окрім с. Костянтино-Олександрівка Стерлітамацького району, церкви були або знищені, або пристосовані під господарські потреби. Сьогодні в деяких селах (наприклад, с. Золотоношка Стерлітамацького району РБ, с. Казанка Альшеївського району РБ та ін.) старовинні церкви відроджуються або відбудовуються.